# یکسوساز کنترل شده سیلیکونی

نماد SCR در نقشه

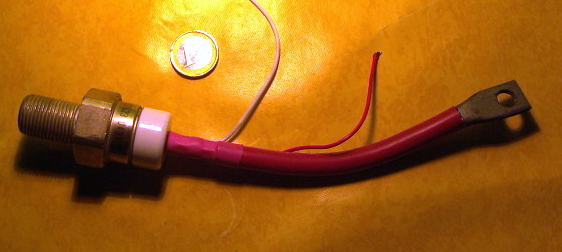
یک SCR با توان بالا

یکسوساز کنترل شده‌ی سیلیکونی یا تریستور سه سیمه یا SCR نام قطع‌های نیمه هادی است که برای اولین بار توسط شرکت جنرال الکتریک در سال ۱۳۳۷ (۱۹۵۸ میلادی) ساخته شد و SCR نام گرفت. نام تریستور بعدها توسط کمیسیون بین‌المللی الکتروتکنیک (IEC) به آن داده شد.
SCR همان‌طور که از نامش پیداست، یک یکسوساز یا دیود کنترل شده‌است. مشخصه ولتاژ - جریان آن در صورت بازبودن گیت درست مانند دیود PNPN است.
چیزی که SCR را برای کنترل موتور مفید می‌سازد این است که ولتاژ روشن شدن یا شکست آن را می‌توان با جریانی که از گیت آن می‌گذرد کنترل کرد. هرچه این جریان بزرگتر باشد، ولتاژ روشن شدن آن کوچکتر می‌شود. اگر SCR انتخاب شده دارای ولتاژ روشن شدن بزرگی باشد، به نحوی که در صورت بازبودن گیت آن بزرگترین ولتاژ مدار هم نتواند آن را روشن کند، تنها در صورتی روشن می‌شود که جریانی از گیت آن بگذرد. وقتی SCR روشن می‌شود روشن می‌ماند تا اینکه جریانش از حد خاصی کمتر شود.
تریستور سه سیمه یا SCR متداولترین عنصر در مدارهای کنترل قدرتی است. از این تریستور در کاربردهای یکسوسازی یا سویچینگ بسیار استفاده می‌شود، و در محدوده‌های مجاز از چند آمپر تا حدود ۳۰۰۰ آمپر موجود است.